# Sanmartinita
La sanmartinita és un mineral de la classe dels òxids, que pertany al grup de la wolframita. Rep el nom de la localitat tipus, la localitat de Los Cerrillos, a San Martín (Argentina).

## Característiques
La sanmartinita és un òxid de fórmula química Zn(WO₄). Cristal·litza en el sistema monoclínic. La seva duresa a l'escala de Mohs oscil·la entre 4 i 4,5.
Segons la classificació de Nickel-Strunz, la sanmartinita pertany a «04.DB - Metall:Oxigen = 1:2 i similars, amb cations de mida mitjana; cadenes que comparteixen costats d'octàedres» juntament amb els següents minerals: argutita, cassiterita, plattnerita, pirolusita, rútil, tripuhyita, tugarinovita, varlamoffita, byströmita, tapiolita-(Fe), tapiolita-(Mn), ordoñezita, akhtenskita, nsutita, paramontroseïta, ramsdel·lita, scrutinyita, ishikawaïta, ixiolita, samarskita-(Y), srilankita, itriocolumbita-(Y), calciosamarskita, samarskita-(Yb), ferberita, hübnerita, krasnoselskita, heftetjernita, huanzalaïta, columbita-(Fe), tantalita-(Fe), columbita-(Mn), tantalita-(Mn), columbita-(Mg), qitianlingita, magnocolumbita, tantalita-(Mg), ferrowodginita, litiotantita, litiowodginita, titanowodginita, wodginita, ferrotitanowodginita, wolframowodginita, tivanita, carmichaelita, alumotantita i biehlita.

## Formació i jaciments
Es tracta d'un mineral secundari poc freqüent resultant de l'alteració de la scheelita. Va ser descoberta a la localitat de Los Cerrillos, a San Martín, dins la Província de San Luis, a l'Argentina. També dins aquesta província argentina ha estat trobada a la mina Los Cóndores, a la localitat de Concarán. També ha estat descrita a Lime Hill (Nova Escòcia, Canadà) i a Mulatos (Sonora, Mèxic).